# Cardiocondyla thoracica
Cardiocondyla thoracica är en myrart som först beskrevs av Smith 1859.  Cardiocondyla thoracica ingår i släktet Cardiocondyla och familjen myror. Inga underarter finns listade.